# Michael Holm (zanger)
Michael Holm, artiestennaam van Lothar Walter (Stettin, 29 juli 1943) is een Duitse zanger en muziekproducent.

## Biografie
Zijn succesvolste tijd als zanger had hij in de jaren 60 en 70 van de twintigste eeuw. De eerste keer dat hij in de Duitse hitparade stond was in 1962 met Lauter Schöne Worte. Zijn eerste grote succes was in 1969 met Mendocino, de Duitse versie van het gelijknamig liedje van het Sir Douglas Quintet. Net zo succesvol waren de nummers Barfuß im Regen (1970), Nachts scheint die Sonne (1971), Tränen lügen nicht (1974) en Musst du jetzt gerade gehen, Lucille (1977).
Een hoogtepunt in de carrière van Holm was in 1970 als componist voor de film Mark of the Devil (Duits: Hexen bis aufs Blut gequält).
In 2004 verscheen het nieuwe album en de single Liebt Euch!, het eerste album als zanger sinds 22 jaar. In de tijd ertussen componeerde en produceerde Holm muziek voor de new age-band Cusco, waarmee hij in 2004 voor de derde keer een Grammy Award nominatie ontving.

## Discografie

### Studioalbums
- 1970: Auf der Straße nach Mendocino
- 1970: Mendocino
- 1970: Mademoiselle Ninette
- 1971: Spinach 1.
- 1971: Michael Holm
- 1972: Meine Songs
- 1973: Stories
- 1975: Wenn ein Mann ein Mädchen liebt
- 1976: Zwei Gesichter
- 1977: Poet der Straße
- 1978: Labyrinth
- 1979: El Lute
- 1980: Halt mich fest
- 1981: Im Jahr der Liebe
- 2004: Liebt Euch!
- 2007: Mal die Welt
- 2011: Holm 2011